# Could You Be the One?
Could You Be the One? – minialbum zespołu Hüsker Dü. Został wydany w styczniu 1987 przez wytwórnię Warner Bros. Materiał nagrano pomiędzy sierpniem a listopadem 1986 w Nicollet Studios w Minneapolis. Minialbum i singel promowały płytę Warehouse: Songs and Stories.

## Lista utworów

### wersja 12" (minialbum)
1. „Could You Be the One?” (B. Mould) – 2:35
2. „Everytime” (G. Norton) – 2:45
3. „Charity, Chastity, Prudence, and Hope” (G. Hart) – 3:15

### wersja 7"
1. „Could You Be the One?” (B. Mould) – 2:35
2. „Everytime” (G. Norton) – 2:45

## Skład
- Bob Mould – śpiew, gitara
- Greg Norton – gitara basowa, śpiew
- Grant Hart – śpiew, perkusja

produkcja
- Steven Fjelstad – inżynier dźwięku
- Howie Weinberg – mastering
- Bob Mould – producent
- Grant Hart – producent